# Championnat de Bulgarie de football 1934
Navigation
Saison précédente Saison suivante
La saison 1934 du Championnat de Bulgarie de football était la 10e édition du championnat de première division en Bulgarie. Quatorze clubs, représentant chacun une région de Bulgarie, prennent part à la compétition, qui se déroule sous forme de coupe avec match simple.
Le SK Vladislav Varna remporte la compétition en battant en finale le PFC Slavia Sofia. Il s'agit du 3e titre de champion de l'histoire du club.

## Les 14 clubs participants
| - PFC Slavia Sofia - Orel-Chegan 30 Vratsa - Pobeda 26 Pleven - Bulgaria Haskovo - Svetoslav Stara Zagora - Chardafon Gabrovo - SK Vladislav Varna | - Maria Luisa Lom - Napredak Ruse - Levski Burgas - Botev Yambol - Shipka Plovdiv - Borislav Kyustendil - Han Omurtag Shumen |

## Compétition

### Premier tour
| Équipe 1               | Résultat | Équipe 2              | Match | Appui |
| ---------------------- | -------- | --------------------- | ----- | ----- |
| PFC Slavia Sofia       | 8 - 0    | Pobeda 26 Pleven      |       |       |
| Napredak Ruse          | 4 - 2    | Chardafon Gabrovo     | 1 - 1 | 3 - 1 |
| Maria Luisa Lom        | 3 - 2    | Orel-Chegan 30 Vratsa |       |       |
| Shipka Plovdiv         | 1 - 4    | Botev Yambol          |       |       |
| Svetoslav Stara Zagora | 7 - 6    | Levski Burgas         | 3 - 3 | 4 - 3 |
| Han Omurtag Shumen     | 1 - 4    | SK Vladislav Varna    |       |       |

### Quarts de finale
| Équipe 1               | Résultat | Équipe 2            | Match | Appui |
| ---------------------- | -------- | ------------------- | ----- | ----- |
| PFC Slavia Sofia       | 9 - 1    | Borislav Kyustendil |       |       |
| Napredak Ruse          | 5 - 4    | Maria Luisa Lom     | 2 - 2 | 3 - 2 |
| SK Vladislav Varna     | 6 - 0    | Botev Yambol        |       |       |
| Svetoslav Stara Zagora | 5 - 1    | Bulgaria Haskovo    |       |       |

### Demi-finale
| Équipe 1           | Résultat | Équipe 2               |
| ------------------ | -------- | ---------------------- |
| SK Vladislav Varna | 3 - 1    | Napredak Ruse          |
| PFC Slavia Sofia   | 4 - 0    | Svetoslav Stara Zagora |

### Finale
| Équipe 1         | Résultat | Équipe 2           |
| ---------------- | -------- | ------------------ |
| PFC Slavia Sofia | 0 - 2    | SK Vladislav Varna |

## Bilan de la saison
| Championnat de Bulgarie de football 1934 |                               |
| Champion                                 | SK Vladislav Varna (3e titre) |
| Promotions et relégations                |                               |
| Promus en A PFL                          | Aucun                         |
| Relégués en B PFL                        | Aucun                         |